# Günther Roeder
Günther Roeder, född 2 augusti 1881 i Schwiebus, Brandenburg, död 6 november 1966 i Kairo, var en tysk egyptolog och museiman.
Roeder blev filosofie doktor vid Berlins universitet 1903, var amanuens vid Ägyptisches Museum i Berlin 1900–03 och vid det stora egyptiska ordboksarbetet där 1903–07. Han tjänstgjorde 1907–11 i Egypten som assistent vid Service des antiquités de l'Égypte, blev privatdocent vid universitetet i Breslau och var 1915–45 chef för Pelizaeus-museet i Hildesheim, berömt för sina värdefulla egyptiska samlingar.